# Fenwick (Matfen)
Fenwick – przysiółek w Anglii, w Northumberland, w dystrykcie (unitary authority) Northumberland, w civil parish Matfen. Leży 42.8 km od miasta Alnwick, 21 km od miasta Newcastle upon Tyne i 411.9 km od Londynu. W 1951 roku civil parish liczyła 44 mieszkańców.